# 巴拉烏爾龍屬
巴拉烏爾龍屬（學名：Balaur）又稱雙爪龍或矮壯龍，是獸腳亞目鸟翼类恐龍的一屬，生存於白堊紀晚期的羅馬尼亞。巴拉烏爾龍是種高度特化的肉食性恐龍。
正模標本是一個部分身體骨骼。巴拉烏爾龍生存於7000萬年前的馬斯垂克階，當時的海平面高，歐洲是多個群島，羅馬尼亞西部當時是個約八萬平方公里的大型島嶼，名為哈采格島。巴拉烏爾龍在發現時被認為屬於馳龍科，這個演化支包含伶盜龍、恐爪龍、小盜龍等著名物種，馳龍科的特徵是大型、鐮刀狀、往後縮起的第二趾爪；然而在之後的研究發現，牠們其實是屬於鳥翼類的基群。與其近親相比，巴拉烏爾龍的最獨特處是每個腳掌有兩個大型、鐮刀狀、往後縮起的趾爪，其四肢比例較短、較為粗壯。巴拉烏爾龍是在2010年被敘述、命名，屬名是以羅馬尼亞當地民族傳說的飛龍巴拉烏爾為名，種名在當地語言意為「粗壯的」，意指其粗壯體型。研究人員還列出20個其他進階型特徵。研究人員提出，巴拉烏爾龍的獨特特徵是島嶼環境而造成的，長期在島嶼上生存導致牠們失去了飛行能力，類似的例子也能在其他鳥類上發現，包括部分棲息於島嶼上的草鴞、棲息於紐西蘭的恐鳥、以及模里西斯島上的渡渡鳥。同樣在哈采格島，還生存著許多島嶼侏儒化的物種，例如：馬扎爾龍。

## 發現過程

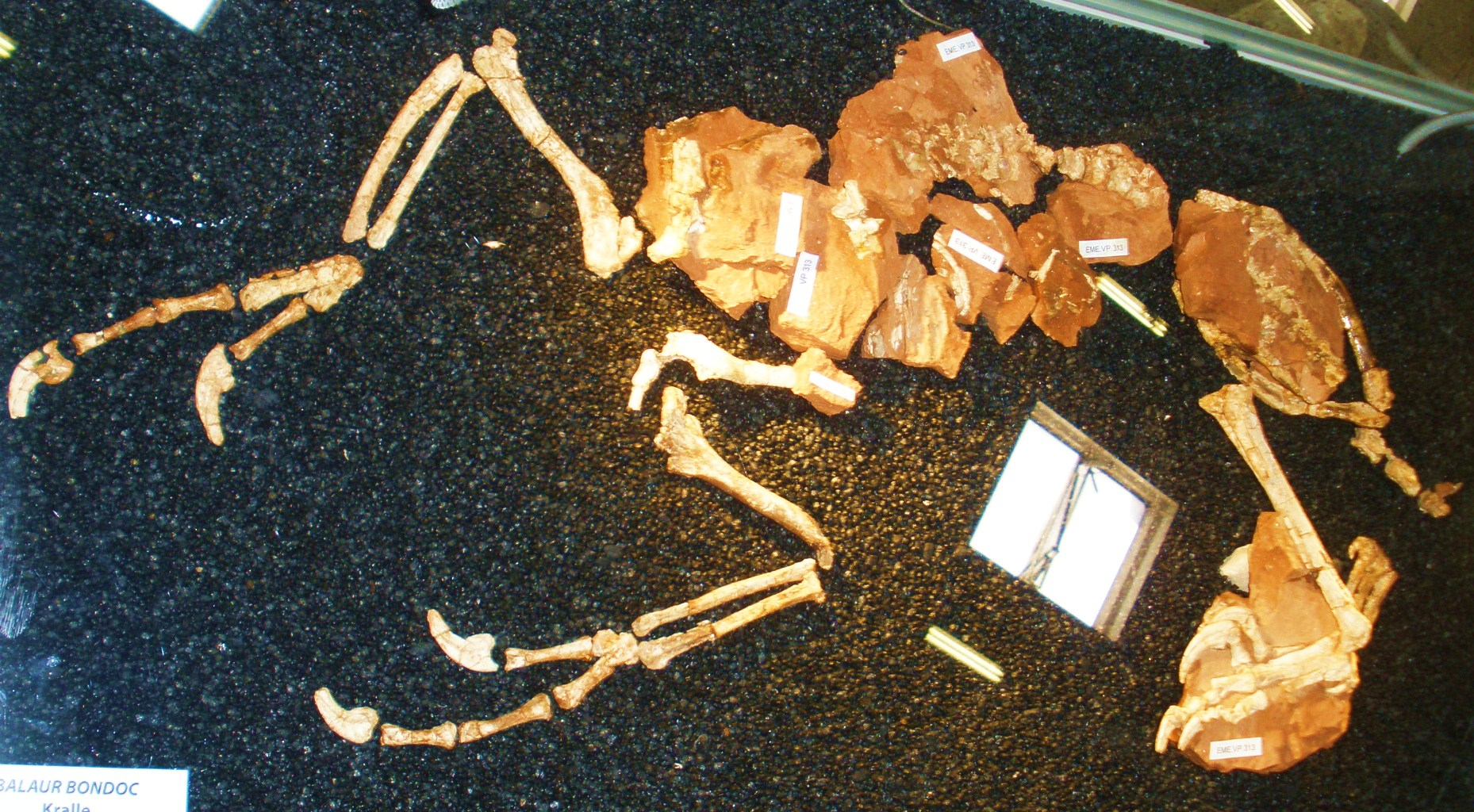
巴拉烏爾龍的正模標本

在1997年，地質教授唐·格里戈雷斯庫（Dan Grigorescu）在羅馬尼亞西部發現一個小型獸腳類恐龍的化石，是六個部分的前肢化石（編號FGGUB R. 1580-1585）。這個前肢化石短而粗壯，因此當時無法將這些化石進行準確的重建，之後將這些前肢化石歸類於偷蛋龍下目。
在2009年9月，國立特蘭西瓦尼亞歷史博物館的古生物學家Mátyás Vremir羅馬尼亞西部發現另一個部分身體骨骼，發現於阿爾巴縣塞貝什北方約2.5公里處，屬於塞貝什組（Sebeș Formation），地質年代相當於馬斯垂克階早期。之後，Mátyás Vremir將這個化石交給布加勒斯特大學。這個新發現化石成為命名時的正模標本（編號EME VP.313）。之後，發現於1997年的前肢標本也被編入於巴拉烏爾龍。根據估計，發現於1997年標本的體型比正模標本大了45%，地質年代也較為年輕。
佐爾坦·西斯基（Zoltán Csiki）將化石進行敘述、命名，發表於2010年8月份的《美國國家科學院院刊》，模式種是粗壯巴拉烏爾龍（B. bondoc）。屬名是以羅馬尼亞民俗傳說中的飛龍巴拉烏爾（Balaur）為名；種名意為「矮胖的、豐滿的」，意指巴拉烏爾龍的身體小而矮胖。巴拉烏爾龍的學名還有其他意思，因為馳龍科是類似鳥類的恐龍，因此屬名是以飛龍為名；Bondoc本身也是個土耳其文單词，研究人員選用亞洲傳來的土耳其文單词，暗指巴拉烏爾龍可能演化自亞洲祖先。

## 體徵

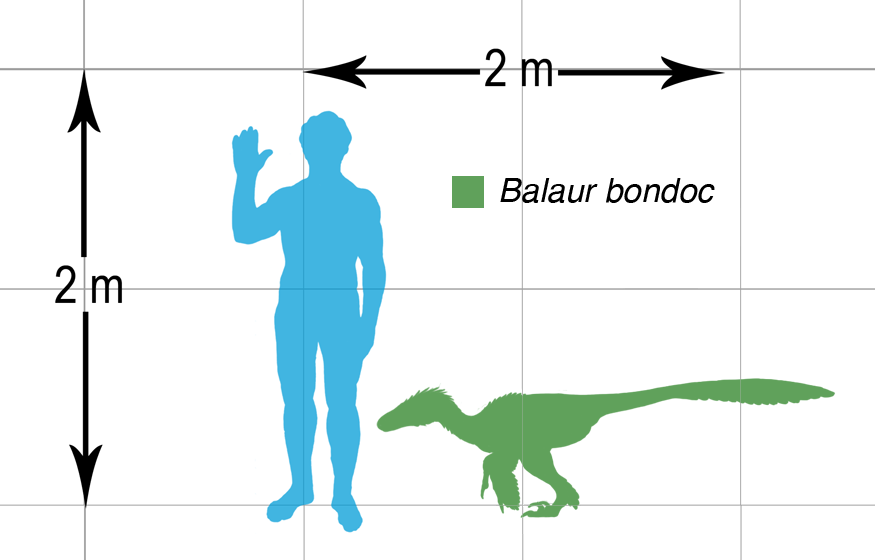
巴拉烏爾龍與人類的體型比較圖

巴拉烏爾龍是獸腳亞目鳥翼類恐龍的一屬，生存於7000萬年前的白堊紀晚期（馬斯垂克階），模式種是粗壯巴拉烏爾龍（B. bondoc），也是目前的唯一種。巴拉烏爾龍最初發現時被認為屬於馳龍科，與其他馳龍科相比，巴拉烏爾龍的四肢骨頭較短、較為粗壯。大部分馳龍科具有大型、鐮刀狀、往後縮起的第二趾爪，而巴拉烏爾龍的第一趾爪、第二趾爪大型、呈鐮刀狀、往後縮起。除此之外，巴拉烏爾龍是目前最完整的白堊紀晚期歐洲獸腳類化石。巴拉烏爾龍還有許多獨特的自衍徵，例如第三手指萎縮、可能缺乏實際功能。

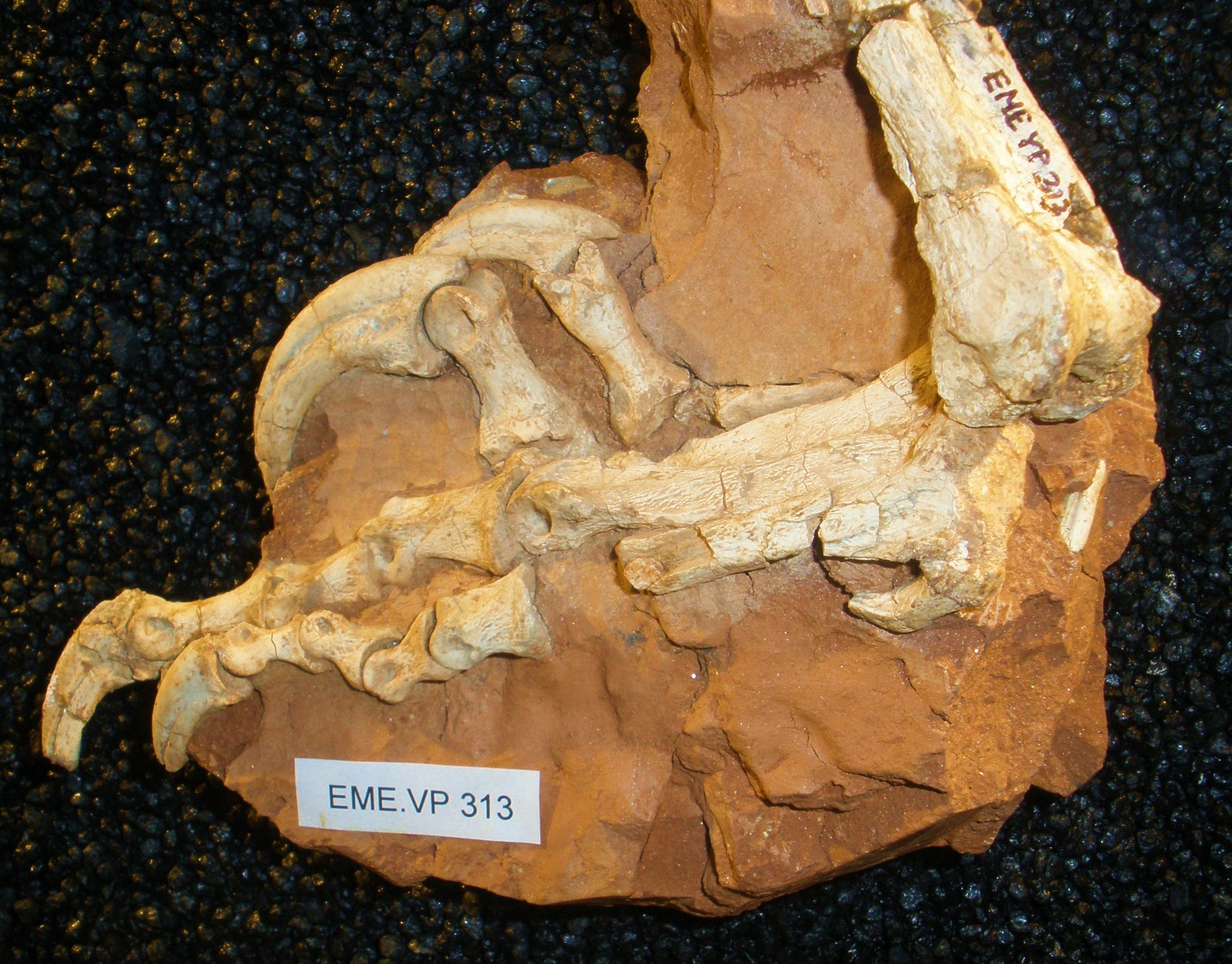
正模標本的腳掌，具有兩個大型趾爪

目前已發現兩個部分身體骨骼，發現於羅馬尼亞西部的一處泥岩層，屬於塞貝什組（Sebeș Formation）地層，當時是個泛濫平原。化石包含：多節脊椎、大部分肩帶與骨盆、大部分四肢骨頭。化石的保存狀態良好、相當完整，是目前已知最完整的白堊紀晚期歐洲獸腳類化石。在馬斯垂克階，歐洲是由多個群島所構成，島嶼隔離環境造成許多高度特化的物種，研究人員推論這是巴拉烏爾龍有許多特化特徵的原因。當物種在島嶼之間遷徙時，因為創始者效應與遺傳漂變，遷入島嶼的個體基因，會影響其後代的基因差異。島嶼物種也會受到福斯特法則（又名島嶼法則）的影響，物種會因為環境資源的變化而變得更大或更小。同樣發現於哈采格島的馬扎爾龍，則是著名的島嶼環境造成的侏儒物種。
研究人員在命名巴拉烏爾龍時，提出種系發生學分析，認為巴拉烏爾龍的最近親是亞洲的伶盜龍。根據估計，巴拉烏爾龍的完整身長約1.8到2.1公尺。如果伶盜龍是巴拉烏爾龍的最近親，牠們可能沒有因為島嶼法則而影響體型大小。與伶盜龍相比，巴拉烏爾龍可發現20個自衍徵，例如：第一與第二趾爪大型、呈鐮刀狀、往後縮起，短而粗壯的前肢與後肢，以及骨盆的大面積肌肉附著處，這些特徵顯示牠們的演化趨勢偏向四肢力量，而非快速行動。研究人員指出，巴拉烏爾龍是島嶼環境所造成的奇特物種、奇異範例。
2013年，一項針對多種虛骨龍類的研究分析顯示巴拉烏爾龍屬並不屬於馳龍科，而是屬於鳥翼類的基群，比起熱河鳥目與現今的鳥類親緣關係更近，但比起雜食鳥目則位於更接近基群的位置。2014年，一項研究認為巴拉烏爾龍屬為尾綜骨鳥類的姊妹群，另一項研究透過包含2010年資料的資料組分析，得到了類似的結論。

## 古生物學

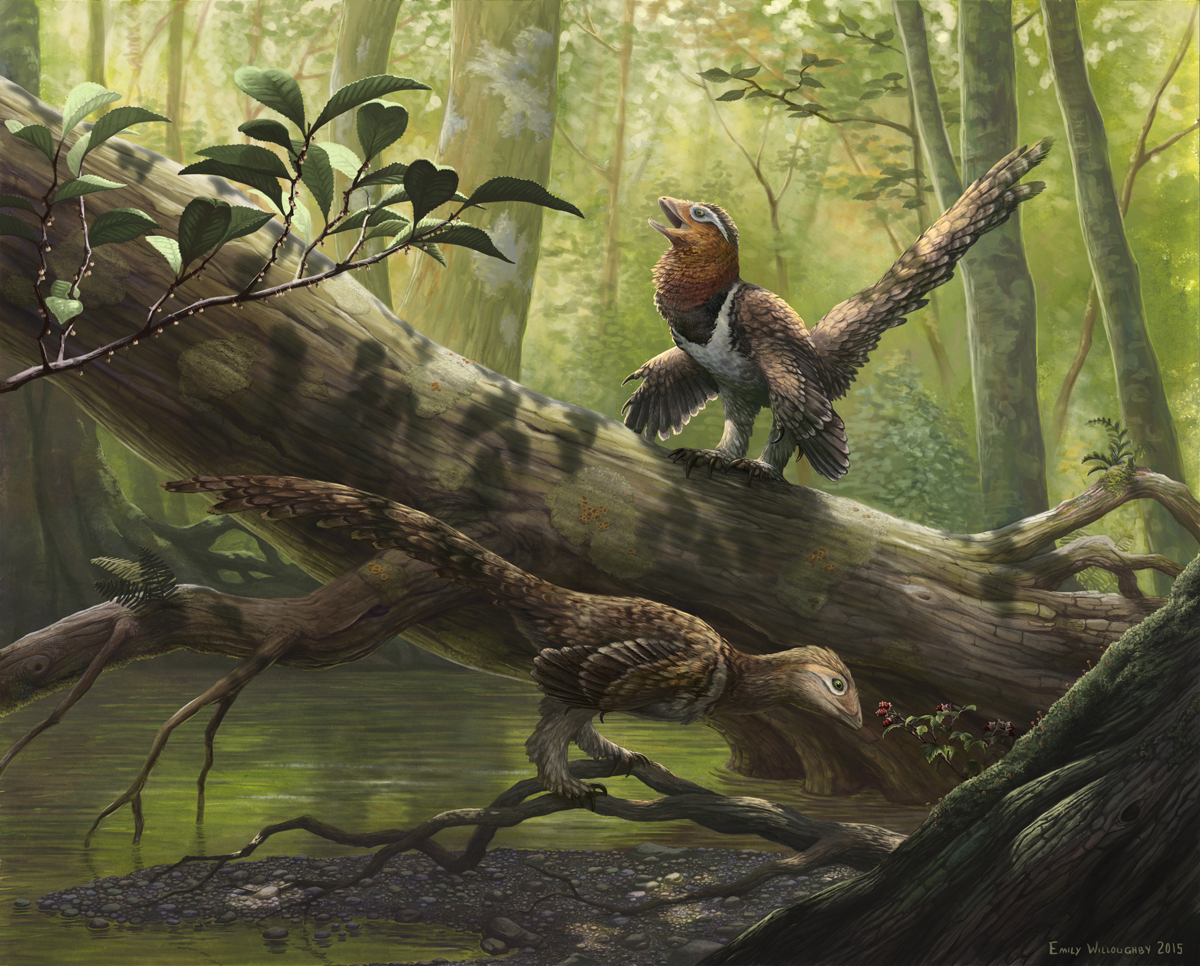
巴拉烏爾龍復原圖

佐爾坦·西斯基在命名巴拉烏爾龍時，提出他們是這個大型島嶼環境的頂級掠食動物，因為該地區還沒有發現更大型的獸腳類恐龍牙齒。他也提出巴拉烏爾龍可能使用兩根鐮刀狀趾爪攻擊、劃開獵物的肉體，而其前肢粗短、第三指萎縮，顯示牠們的前肢的主要功能可能不是攻擊獵物。早在化石被發現的時候，有相關人員指出巴拉烏爾龍的施力大，不像伶盜龍偏向速度快，因此巴拉烏爾龍有足夠力氣攻擊體型比牠們還大的獵物。在2011年的一項恐爪龍下目趾爪研究，則認為馳龍科的大型趾爪無法作出有效的刺穿、劃開獵物身體的動作，而是會使用腳掌、趾爪將獵物固定在地面上，用體重施壓於獵物，再低頭撕咬、吞食獵物，類似現代鳥類的獵食方式。巴拉烏爾龍的蹠骨短、癒合，以及大型第一趾爪，這些特徵在馳龍科裡相當特殊，但也符合馳龍科以腳掌、趾爪固定獵物的理論。
義大利古生物學家安德列·科（Andrea Cau）提出不同看法，認為巴拉烏爾龍的許多獨特特徵，可能顯示牠們是種雜食性、草食性恐龍，而非典型的肉食性馳龍科恐龍。巴拉烏爾龍的第三指萎縮，可能代表牠們不是掠食性動物；而大型第一腳趾則可能主要支撐身體重量，而非在獵食中派上用場。此外，巴拉烏爾龍的四肢粗短，恥骨寬、向後，顯示牠們的腹部可能有相當長的腸道，以協助消化，但也降低巴拉烏爾龍的移動速度。在2011年的趾爪研究提出後，安德列·科重新修正他的理論，認為在腳掌、趾爪固定獵物的理論前提，巴拉烏爾龍也有可能是掠食性動物。

## 外部連結
- （英文）白堊紀晚期歐洲的矮胖恐龍 （页面存档备份，存于） PhysOrg.com